# Kobierzyn (Kraków)

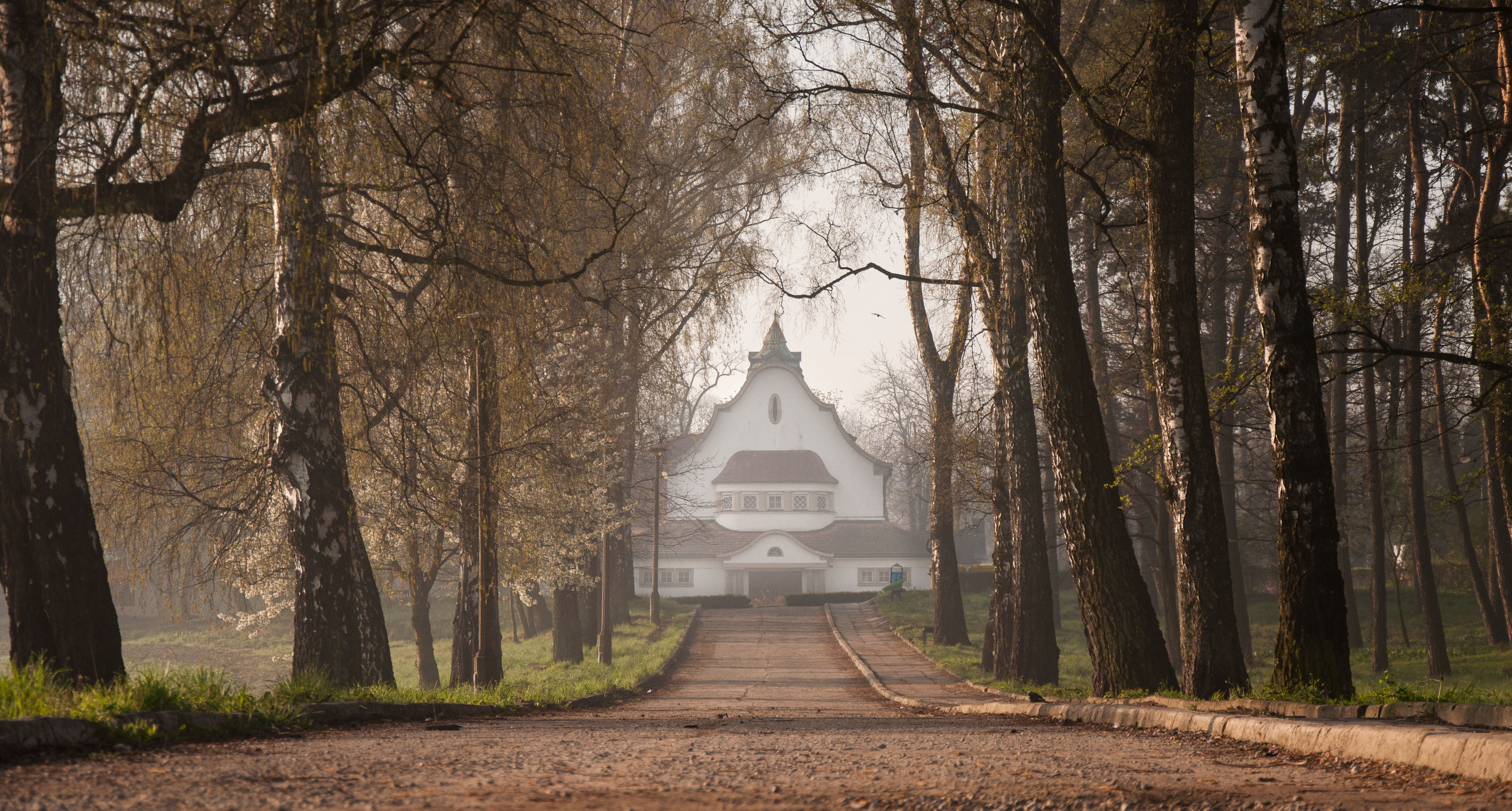
Aleja prowadząca do ronda w Szpitalu Klinicznym im. dr. Józefa Babińskiego

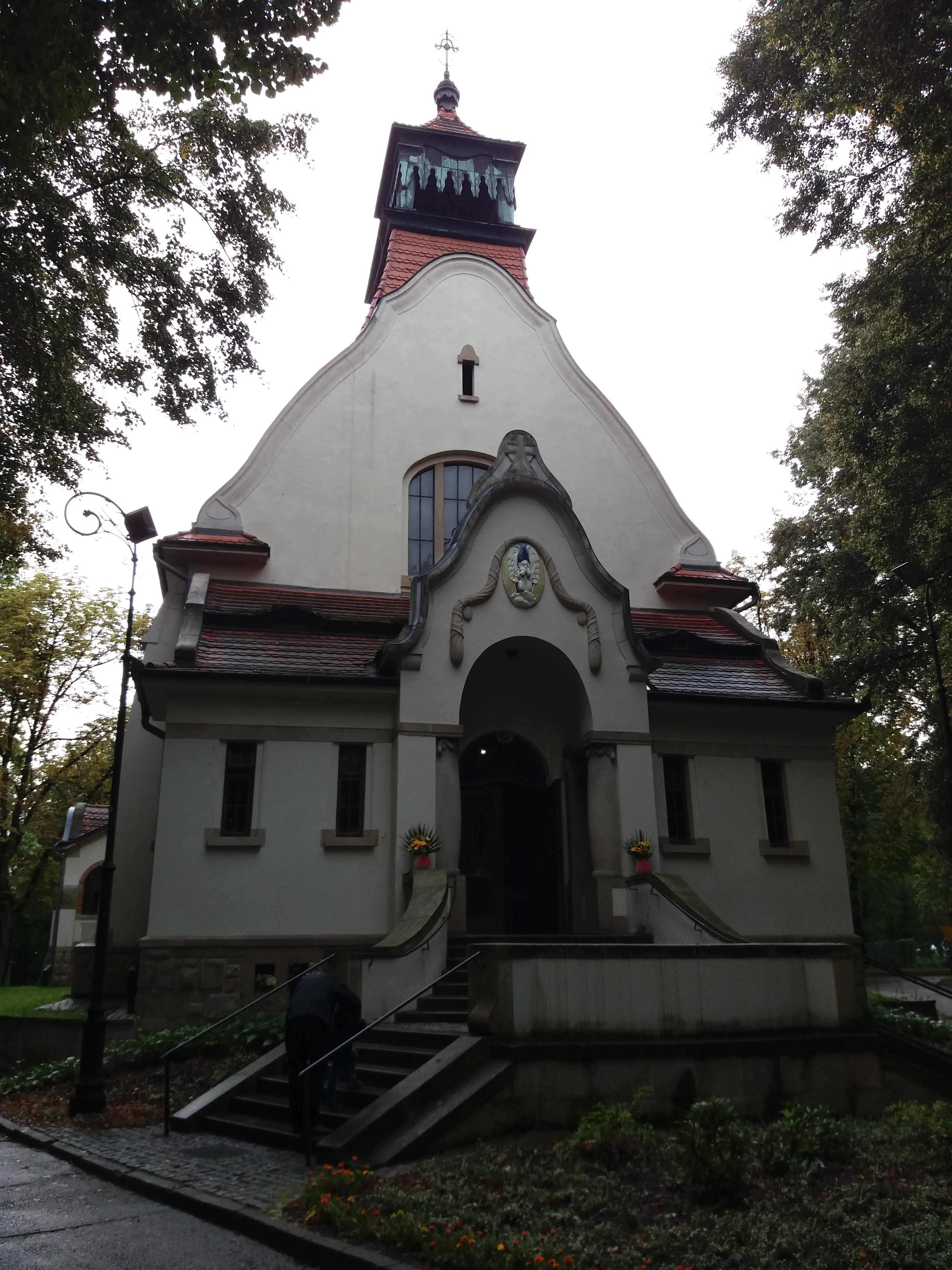
Kaplica Rektoralna Matki Bożej Częstochowskiej na terenie Szpitala Klinicznego im. dr. Józefa Babińskiego

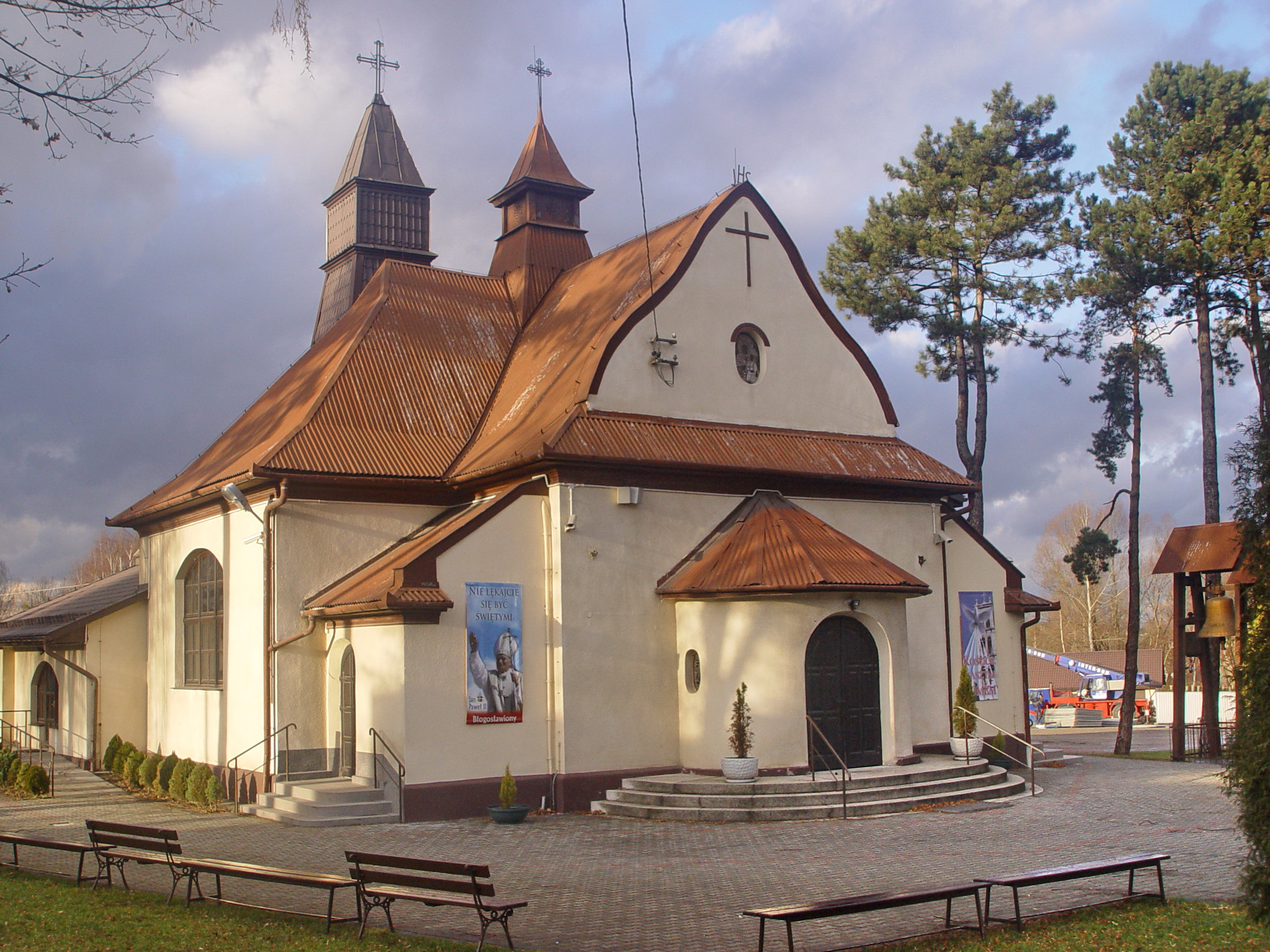
Kościół Matki Bożej Królowej Polski w Kobierzynie

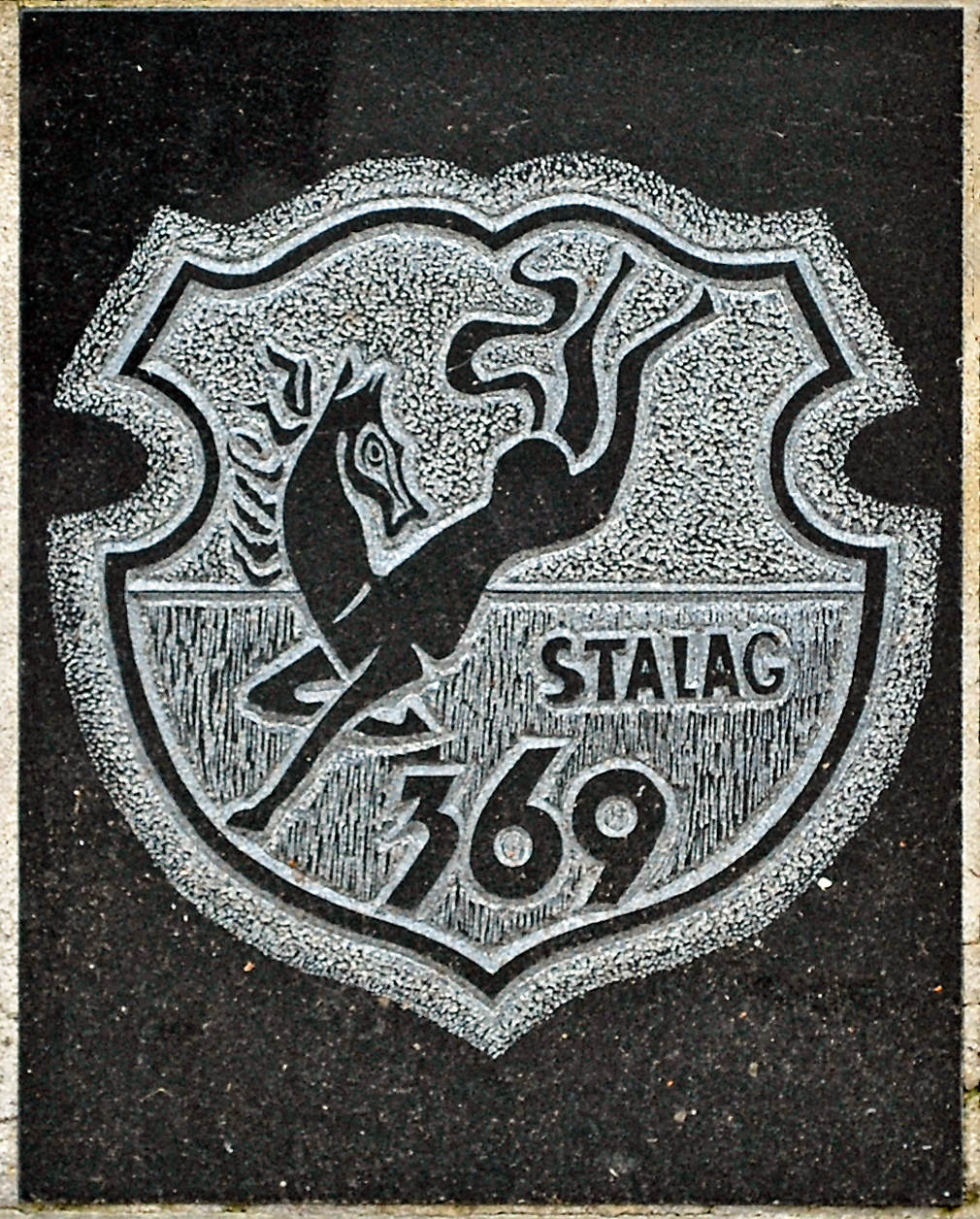
Pomnik upamiętniający obóz jeniecki Stalag 369

Kobierzyn – część Krakowa, wchodząca w skład Dzielnicy VIII Dębniki, pełniąca rolę jednostki pomocniczej gminy (rejon). Dawna wieś o rodowodzie średniowiecznym, włączona w granice administracyjne miasta w 1941 r.

## Etymologia nazwy
Nazwę wsi łączy Franciszek Piekosiński z imieniem Kobiera. W staropolskiej mowie: kobier- kobierz oznaczał rodzaj tkaniny ozdobnej, dywan.

## Różne odmiany nazwy Kobierzyna
Od pierwszych wzmianek dotyczących Kobierzyna możemy zauważyć różny sposób zapisywana. W najstarszej znanej wzmiance, pochodzącej z 1350 roku, nazwa wsi została zapisana  w brzmieniu Coberzin. W innych dawnych zapiskach w postaciach: Coberzino (1354), Kobirzyn  (1362), Kobyerzyn (1470), Kobwrin (1511), Kobierzin (1581). Kobierzin (1581).

## Historia
W  Słowniku Geograficzno- Historycznym Małopolski w Średniowieczu PAN, w haśle Kobierzyn znajdujemy informacje o położeniu wsi, wielkości, właścicielach itp. Wiadomo stamtąd, że podkrakowska wieś Kobierzyn od czasów najdawniejszych leżąc w ziemi krakowskiej, powiecie szczyrzyckim, potem krakowskim, sąsiadowała w czasach Jana Długosza z Opatkowicami, Borkiem, Skotnikami, Zakrzowem (za Kazimierzem), Pychowicami i Sidziną. Przez długi czas granice wsi wyznaczały kopce graniczne, fosy, znaki lub kamienie. Pierwotnie wieś lokowana na tzw. prawie polskim została przez króla Kazimierza Jagiellończyka przeniesiona na prawo średzkie [zachowując podział na niwy] w 1450 r. O co prosił ówczesny jej właściciel Jan Oleśnicki herbu Dębno [hurtem sześć  wsi]. W niepisanym prawie polskim mieszkańców wsi obowiązywały liczne daniny, posługi, od których byli wolni w prawie średzkim, płacąc jedynie określony umową czynsz. Wieś Kobierzyn była  własnością rycerzy-szlachty, mieszkających we dworze (1429, 1430, 1470-80, 1549) z folwarkiem.